# Корейський національний армійський корпус
Корейський національний армійський корпус (кор.: хангиль: 대조선국민군단) — військова навчальна група, заснованою Паком Йон Маном 10 червня 1914 року на ананасовій фермі Агуіману в Кахалуу, Кулау, Оаху, Гаваї з метою підготовки військових офіцерів для Корейського руху за незалежність. Через тиск з боку Японської імперії та Сполучених Штатів, а також через посуху, яка вплинула на їхні врожаї, вони були змушені закритися.

## Фон

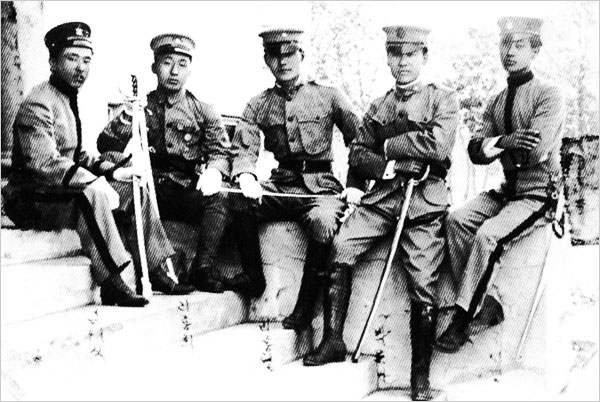
Викладачі та студенти Молодіжної військової школи в Гастінгсі, штат Небраска, з Паком Йон Маном у центрі ліворуч.

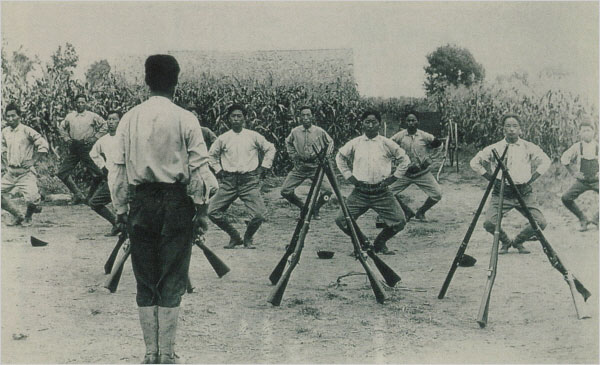
Учні проходять військову підготовку в молодіжній військовій школі Гастінгса

Перші корейці прибули на Гаваї 13 січня 1903 року. Незважаючи на важкий трудовий процес, корейці віддавали 25 % свого доходу як самостійний внесок. Серед іммігрантів був і борець за незалежність Пак Йон Ман. Пак Йон Ман, який емігрував до США в лютому 1905 року, вивчав політологію в коледжі Гастінгса в Університеті штату Небраска-Лінкольн і у вересні 1908 року приєднався до Корпусу підготовки офіцерів запасу. У 1909 році Пак Йон Ман орендував будівлю в університеті, щоб розмістити своїх студентів і дати їм військову підготовку, заснував Молодіжну військову школу в Гастінгсі, штат Небраска. Це був перший у своєму роді в корейській громаді за кордоном. Це була організація, створена для поширення потреби в антияпонській війні за незалежність серед корейсько-американської спільноти, успадкувавши дух військового руху. Школа діяла як система літніх військових шкіл, як і теперішній ROTC, де кожна дитина навчалася в школі протягом семестру та входила під час літніх канікул, щоб отримати навчання в середньому протягом 8 тижнів. Молодіжна військова школа за шість років випустила близько 40 випускників. Після закінчення навчання вони або працювали незалежними солдатами в Маньчжурії чи Росії, або вступали до армії США і воювали на європейському фронті. Серед них широко відомі фігури: Кім Йон Сон (капітан батальйону Maeng Ho-gun, Національна гвардія Кореї в Лос-Анджелесі), Лі Хі Кюнг (перший президент Корейського Червоного Хреста та тимчасовий заступник міністра закордонних справ), Чон Хан Кюн (посол Постійного представництва в Японії), Кім Геон Ґу (голова Гавайської регіональної генеральної асамблеї національної асоціації) і Ю Іль Хан (засновник корпорації Yuhan), Ку Йон Сук (перший міністр охорони здоров'я) тощо.
У 1912 році Пак Йон Ман, який був призначений головним редактором газети «Шінхан Мінбо» в Сан-Франциско та газети «Кукмінбо» на Гаваях Гавайської регіональної генеральної асамблеї Корейської національної асоціації, наполегливо працював, щоб реалізувати на Гаваях національний систему мита та систему корейської автономії, які пропагували в Північній Америці як частину побудови тимчасового уряду. Таким чином, він встановив систему національного обов'язку в корейській громаді на Гаваях.
У травні 1913 року Пак отримав спеціальне схвалення поліцейських повноважень від уряду Гавайських островів і створив поліцейські відділи Корейської національної асоціації на кожному гавайському острові. У результаті він створив корейську автономну систему, і в результаті гавайський суд також призначив поліцію Національної асоціації. Судовими подіями визнані слідчі та попередні експертизи. Ця поліцейська влада мала на меті служити автономному уряду, виключаючи втручання японського уряду, який прагнув поставити заморських корейців під владу Японії. У грудні 1913 року Пак Йон Ман сприяв створенню корпусу та військової академії для ведення війни за незалежність на основі руху з навчання солдатів, який пропагував як частина відділу у справах Генеральної асамблеї Гавайського округу Корейської національної асоціації.

## Історія
У грудні 1913 року Пак Йон Ман пропагував створення корпусу та військової академії на основі плану підготовки армії незалежності, який розроблявся у Департаменті військових справ Генеральної асамблеї Гавайського округу Корейської національної асоціації. Пак Йон Ман хотів створити військову академію, яка складатиметься з 2000 до 3000 осіб, щоб навчати війська та солдатів, які згодом боротимуться за незалежність. Пак Йон Ман зробив усе можливе, щоб зібрати свої кошти. Роль і внесок Пак Чон Су і Ан Вон Гю були значними у підготовці армії незалежності. Ан Вон Гю, який на той час очолював Гавайську генеральну асамблею Корейської національної асоціації, познайомив Пак Йон Ман з Пак Чон Су.
У 1914 році, коли генеральне консульство Японії в Сан-Франциско протестувало проти військової підготовки коледжу Гастінгса, який надав приміщення для дитячої солдатської школи, дитяча солдатська школа не мала іншого вибору, як закритися через шість років влітку 1914 року та через фінансові ускладнення.

### Отримання землі
Пак Чон Су, гавайський іммігрант із Чонсан, Пхьонгандо, іммігрував зі своєю родиною в 1904 році та почав вирощувати ананаси, орендуючи землю в білого чоловіка. Замість цукрової тростини, яка була основною культурою на Гаваях, вирощували ананаси. За «мемуарами Пак Чон Су», він орендував близько 400 акрів землі на п'ять років за контрактом на постачання з американською компанією з переробки консервованих ананасів і керував фермою в районі Ауіману та районі Кахалу на східній стороні від Оаху в кінці 1913 р.
10 червня 1914 року, почувши прагнення Пака Йон Мана, Пак Чон Су з готовністю передав свою ананасову ферму Ahuimanu площею 1500 акрів у Кахалуу, Кулау, Оаху, Гаваї. Пак Йон Ман офіційно створив Корейський національний армійський корпус і служив командиром корпусу, а Пак Чон Су служив командиром батальйону. Оскільки вона була розташована за горою Кулау, її називали «Школою хворих за горою». Іншими ключовими фігурами військової академії були Кьон Чон Го, Лі Ха Вон, Кім Се Ген, Лі Чон Гвон, Рік Йон Чхон, Лім Юн Чхон, Хан Те Гьон, Хан Чі Ун і Лі Чи Чнг. Вони дозволили побудувати військовий табір, здатний вмістити від 300 до 400 осіб, і заснувати північнокорейський національний корпус і військові академії. Лім Юн Чон, Хан Те Кюн і Хан Чі Ун пожертвували прибутки від фермерства. Пожертвувавши всю суму корпусу, вони активно підтримали фінансування, необхідне для створення корпусу. Крім того, вони служили ключовим персоналом та інструкторами після створення корпусу та військової академії. Тим часом Корейський національний корпус орендував і керував ананасовою фермою площею 1500 акрів у регіоні Ахуй Ману, щоб досягти фінансової незалежності.

### Фундамент

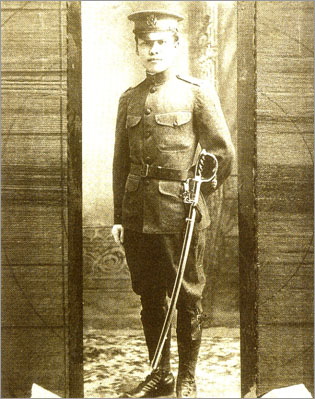
Пак Йон Ман, засновник Корейського національного армійського корпусу

10 червня понад 100 мешканцям, які протягом дня були зайняті у вирощуванні ананасів, були видані військові відзнаки та відбулася церемонія заснування Корейського національного корпусу. Вони почали прискорено готуватися до церемонії відкриття, остерігаючись впливу зовнішнього світу. 29 серпня 1914 року, після завершення будівництва казарм, готували церемонію інавгурації, треба було організувати корпус на військовий лад. Це пояснюється тим, що початок семестру було призначено 1 вересня. На церемонії були присутні близько 600 корейців. Кількість юнаків, які вперше записалися до Військової академії Корейського національного корпусу, становила 103 особи. Військова освіта проводилася з використанням дерев'яних рушниць і діяла за системою Данджонбьон (屯田兵制). Тобто бійці Нацкорпусу, окрім військової підготовки, ще й вирощували ананаси на фермах своїх гарнізонів.

### Розслідування японського консульства
Японське консульство в Гонолулу продовжувало стежити за пересуваннями Пака Йон Мана. Зокрема, воно уважно стежило за створенням військової школи. Чутка про те, що Пак Йон Ман планує заснувати військову школу, була підхоплена розвідувальною мережею японського консульства через кілька місяців після його прибуття на Гаваї.
Японське консульство звернулося до одного зі стажерів Національного Корпусу, Пака Йон Мана, який намагався створити військовий підрозділ, використовуючи жителів Японії як зв'язкового. Відповідно до того, що стажер злив, це сказав Пак Йон Ман.
"Мета того, що курсанти нашого Національного Корпусу повинні проходити військову підготовку навіть у мирний час, полягає в тому, щоб вони могли продемонструвати свої звичайні навички, коли з'явиться можливість здобути національну незалежність. А Сполучені Штати і Японія не можуть не розпочати колись війну. Гаваї - це Японія. Вони розташовані в стратегічно важливому місці, і в разі надзвичайної ситуації ми повинні діяти разом з американськими солдатами. Оскільки ми - жовта раса, як і японці, нам легко служити секретними агентами. Тому ми вивчаємо японську мову в повсякденному житті і знайомі з ситуацією в Японії. Так має бути."
Судячи з зауважень Пак Йон Мана, схоже, що початок військової підготовки на Гаваях не обов'язково мав намір відправитися в прикордонну зону Чосон і чинити збройний опір. Він передбачив, що колись Сполучені Штати та Японія вступлять у збройний конфлікт у Тихому океані. Вони сказали, що вони повинні використати цю можливість, щоб добитися незалежності Кореї, ставши на бік Сполучених Штатів, і щоб підготуватися до цього, вони повинні прискорити створення Національної армії. Конфіденційний документ, надісланий японським консульством міністру закордонних справ країни 30 березня 1914 року, містить наступну інформацію:
"Склад курсантів військового училища різноманітний. Це і колишні солдати, і студенти, і робітники кінця династії Чосону. Кажуть, що серед колишніх робітників, ставши солдатами, курсанти-злочинці ставали жорстокими, що призводило до постійних бійок на території комплексу. Колишні студенти. "Кажуть, що вони більше зосереджені на навчанні, ніж на роботі на фермах, тому що їхня мета - навчання. Однак, через неналежні умови в навчальних закладах, є чимало тих, хто тікає"".— Консульство Японії до Міністра закордонних справ через конфіденційний документ.
Як підтвердили в консульстві Японії, корейські робітники, які спочатку прибули на Гаваї, належали до різних класів. В основному це були члени методистської церкви, студенти, які хотіли вчитися, місцеві вчені, які вивчали китайську класику в сеодані, колишні солдати Кванму, сільські робітники, важко зароблені робітники та гангстери, які простоювали. Їхній рівень освіти був настільки низьким, що 65 % були неписьменними. Тому зібрати їх було нелегко.
У консульстві Японії повідомили, що тих, хто тікає, було досить багато, але, за словами Пак Йон Ман, це було на рівні масової втечі.
"Починаючи з минулої осені, більше тисячі людей планували поїхати туди, але як тільки вони приїхали і почули про труднощі, всі вони втекли без оглядки, і лише близько сотні людей пішли за ними. Враховуючи, що зазвичай мають на увазі Пак Чен Су, не дивно, що пан Лі Чі Кюн та інші співвітчизники роблять все можливе, щоб допомогти".
Це було зізнання Пака Йон Мана. Серед співвітчизників ходили чутки, що до Нацкорпусу з'їхалася тисяча людей, зібрано 10 000 доларів і навіть машину вже підготували, через що японське консульство визнало його справжню сутність і у звіті назвало його «військовою школою».

### Розслідування
Влітку 1915 року посольство Японії в США висловило рішучий протест держсекретарю США щодо військової діяльності Пака Йон Мана. Державний секретар США вимагав від Міністерства внутрішніх справ провести суворе розслідування, і Міністерство внутрішніх справ надіслало офіційного листа губернатору Гаваїв, наказавши йому розслідувати, чи Пак Йон Ман та його послідовники мали зброю та чи були вони брав участь або підбурював внутрішні справи Японії. Після розслідування губернатор Гаваїв відповів, що претензії Японії не відповідають дійсності, але він не може продовжувати допускати, щоб хаос тривав. Зрештою, Гавайська регіональна асамблея була позбавлена автономії, оскільки спеціальні повноваження поліції, затверджені гавайським урядом, були скасовані. Ззовні нездатність подолати оперативні проблеми, такі як тиск з боку Японії через зміни міжнародної ситуації та нездатність залучити підтримку через розбіжності в лініях руху за незалежність корейських угруповань, також відіграла свою роль. Зокрема, коли почалася Перша світова війна, міжнародна ситуація стала сприятливою для Японії, яка на той час була країною-союзницею на основі англо-японського альянсу.

### Занепад
У 1915 році Пак Йон Ман перебував у стані глибокого конфлікту з Сінгманом Лі, який мав великий вплив на корейську громаду та Корейську національну асоціацію того часу, через розбіжності в політиці незалежності. Владу передано Лі Синману.
У жовтні 1916 року Корейський національний корпус перемістився до прибережного району Кахуку, близько 40 осіб. км на північ від Ауіману. Причиною переміщення осередку було те, що було важко отримати фінансування для функціонування військового містечка, оскільки функціонування, засноване на системі військова ферма-єдність, ананасові ферми постраждали від поганого врожаю та рецесії, що призвело до зменшення доходів. У результаті Корейський національний армійський корпус, який запровадив нудну військову систему єдності між солдатами та фермерами, зіткнувся з великими фінансовими труднощами. Крім того, оскільки продовжити договір з ананасовою фермою стало неможливо, не залишалося нічого іншого, як переїхати. Проте навіть після передислокації військового містечка ситуація не покращилася.

### Розформування
Серед цього хаосу контракт на ферму було скасовано в 1916 році через тиск власників ферми, і його не можна було продовжити. Корейський національний корпус був остаточно закритий приблизно в 1917 році. Оскільки військова діяльність на Гаваях пішла на спад, у березні 1919 року Пак Йон Ман організував гавайське відділення Руху за незалежність Кореї в центрі Гонолулу, а потім переніс свою діяльність до Пекіна, Китай.

## Організація

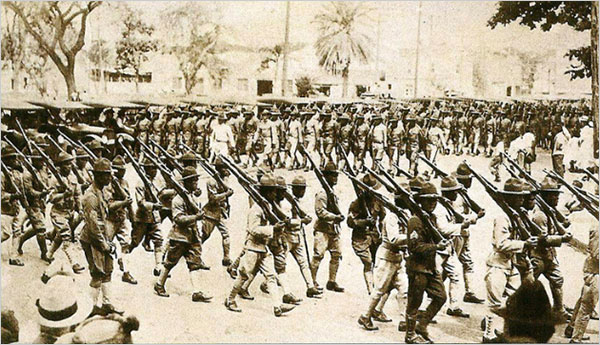
Вуличний парад Корейського національного армійського корпусу

Корейський національний армійський корпус був організацією, створеною для просування Руху за незалежність Кореї в корейсько-американській спільноті, успадкувавши дух військового руху Корейської дитячої солдатської школи, заснованої Паком Йон Маном у Гастінгсі, штат Небраска, у червні 1909 року. Ця організація була створена з метою організації всіх корейських сил незалежності у «Великий корейський національний корпус». Відповідно, офіцерами штабу корпусу були офіцери військової академії, а курсантами військової академії були члени Національного корпусу, створеного для боротьби за незалежність Маньчжурії та Приморського краю. Організацією та заснуванням Національного корпусу займався відділ підготовки Гавайської регіональної генеральної асамблеї Корейської національної асоціації, який сприяв військовій підготовці в кожному регіоні Гаваїв. Щороку Корейський національний армійський корпус проводив пам'ятні заходи та церемонії поділу 1 лютого, у річницю заснування Корейської національної асоціації та церемонію інавгурації Корейської національної асоціації як президента.
Її основна діяльність була зосереджена на підготовці незалежних військових офіцерів шляхом створення військової школи під назвою «Школа гірських заморських солдатів». Виконуються всі справи, пов'язані з організацією Національного корпусу та створенням військових академій. Хоча департамент військової підготовки Гавайської регіональної генеральної асамблеї Корейської національної асоціації відповідав за продовження військової підготовки в різних місцях, лідером, який керував цим проектом, був командир корпусу. Організація складалася з військової академії, командного центру та підпорядкованих відділів. Організація, яка починалася з приблизно 100 осіб, зросла максимум до 300 осіб.

### Керівники

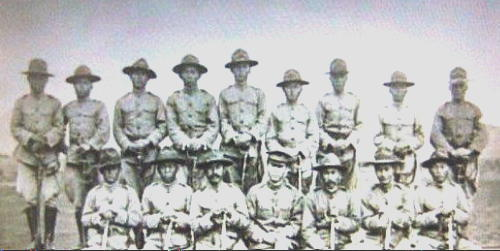
Командувачі корпусів Корейської національної армії

Організація та склад Корейського національного армійського корпусу та Військової академії були сучасною військовою організацією, яка імітувала армію США. Організація та склад Корейського національного армійського корпусу складався зі штабу корпусу як командного центру (командувач Пак Йон Ман, ад'ютанти Ку Чон Квон і Те Бьон Сон, секретар Бек Ун Тхек, Чан Чже Сун Со). При штабі були відділ бухгалтерії корпусу (ад'ютанти Но Гун і Пак Син Сон, бухгалтер Лі Чон Гин, бухгалтер Чон Ін Су, військовий офіцер Хон Чон Хун), мундирний офіс (командир взводу Кім Сон Ок, Кім Син Юн), Військова школа (командир Пак Йон Ман, командир батальйону Пак Чон Су, ад'ютант батальйону Чой Чан Йон, наставник Чон Мен Йол), Батальйон навчального центру (командир батальйону Пак Чон Су, ад'ютант Лі Ду Хван, Хео Йон), рота навчального центру (командир роти Кім Се Гин, ад'ютант Лі Чон Гин, лейтенант Кім Чі Мьон, Чо) Пон Вун, Хан Мьон Су), взвод навчального центру (керівник взводу Пак Чон Сік, Кан Те Сон, Хан Юн Сон, лейтенанти Ан Кьон Сік, Лі Сан Хо, Кім Ре Джун, Кім Сон Ок, Кім Йон Пал, Хан Гьон Сон, Лім Сон У, Чон Чон- Місяць, Чончжон Банг Чже Сон, Лім Сон Йон, Кім Сон Гин, сержанти Кім Сан Хо, Юн Хі Чжу, Лі Те Хонг, Со Сун Бек, Пек) Юн Со), Бьолдондае (Но Бек- Рін, Кім Сон Ок, Хео Йон, Лі Бок Хі, Лі Сан Хо), співаючі руки (Лі Чже Хо, Кан Дал Чже, Кан Ун Хак, Кім Йон Хван, Пек Ун Кюн, Ча Сон Чол), металеві руки (Лі Чан Гю, Лі Пон Йон, Кім Бек Хва, Чой Те Дже, Кім Чон Хван) тощо, а також військовий оркестр. Операційні кошти надали корейці на Гаваях, а також зробили пожертви корейці, які працюють на ананасових фермах за трудовими контрактами.

### Навчальний план

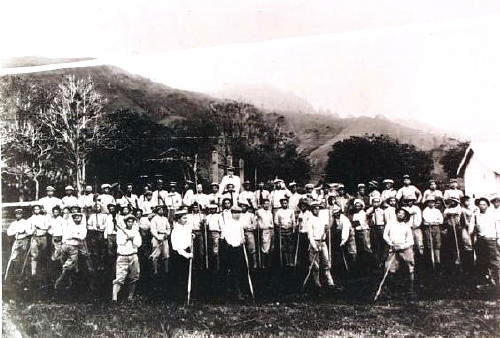
Члени корейського національного армійського корпусу протягом дня працювали на ананасових фермах.

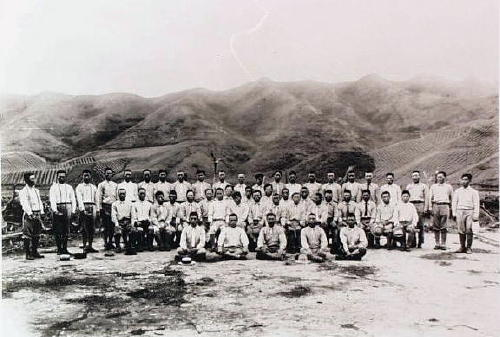
Члени корпусу стоять на тлі ананасової ферми на схилах гір Коолау.

Навчальна програма цієї військової академії була розроблена Паком Йон Маном на основі навчальної програми Корейської дитячої солдатської школи Гастінгса. Вони були зобов'язані носити військову форму, засновану на стилі армії США. Існувало 28 типів підручників, зокрема одним був «Посібник для солдата», перекладений і опублікований Пак Йонг-маном у 1911 році, який використовувався як основний підручник у військових академіях. Такі книги, як 『Національне відкриття збройних сил』 і 『Солдатська рівновага』, написані Пак Йонг-маном, використовувалися як навчальні матеріали.
Відібрані студенти були приблизно від 17 до 35 років. З них 75 були «солдатами Гванму», колишніми солдатами Корейської імперії. Студенти Нацкорпусу прокидалися о 4 ранку, їли о 5 ранку, працювали на фермі з 7 ранку, брали участь у військових заняттях з 9 ранку до 11 ранку. Вони працювали на фермі з 13 до 17 години і ходили до школи з 19 години, поєднуючи роботу, навчання та військову підготовку.
Іноземцям було нелегко створити військовий табір і проводити військову підготовку на Гаваях. Навчання стало можливим, оскільки військове командування терпіло корейських американців з огляду на їхнє особливе політичне становище. Але через заборону використання вогнепальної зброї високої летальної дії військова підготовка велася з використанням дерев'яних рушниць, а дія корпусу була заснована на принципі стрільби. Військові академії також називалися «солдатськими академіями», де солдати перебували в корпусі, проходили військову підготовку і навчання, а разом з тим виїжджали працювати на господарство, а також проводили військову підготовку і навчання у вільний час. Студенти корпусу проходили військову підготовку на свіжому повітрі та вивчали військову науку на уроках. Це був метод отримання навчання та навчання під час інтернату в корпусі, формування груп і ходіння на ферму працювати.

## Спадщина
Військовий дух Корейського національного армійського корпусу Пак Йон Ман продовжував передавати Корейському корпусу незалежності. Точне місцезнаходження Корейського національного армійського корпусу та Військової академії на сьогоднішній день не було історично досліджено чи підтверджено. Однак район Ахуі Ману, де був заснований Корейський національний корпус, тепер перетворений на приватний житловий комплекс, а район Кахуку, куди він був перенесений у 1916 році, є домом для охорони дикої природи та електростанції. У Залі Незалежності Кореї в Чхонані, провінція Південний Чхунчхон, Південна Корея, було представлено 8 типів солдатських зошитів і 17 фотографій. Серед зошитів «Залікова книжка військової верхової їзди для армійських установ» містить відомості про порядок їзди солдатів, мораль і дисципліну в армії. Також є 53 мелодії на трубі, виконані військовим оркестром корпусу, прапор Корейської національної ліги та зошит із командами гімнастики. Були також зошити з детальною інформацією, наприклад, книжка військового відділу внутрішніх справ, книжка служби охорони, кадровий баланс. Крім того, рукописна записка вчителя Пак Чон Су.